# اندیس آنومالی بغلچی
آنومالی بغلچی یک اندیس فلزی است که در حوالی شهر دیزج استان آذربایجان غربی قرار دارد و مادهٔ معدنی موجود در آن، طلا است.سنگ میزبان این اندیس گدازه‌های بالشتی بازالتی، گدازه‌های آندزیتی و داسیتی همراه با توف برشی با ترکیب ریوداسیتی و لیتیک توف و توفیت و سنگ آهک و شیل است  در این اندیس، پاراژنز‌های نقره، گالن، سروزیت، سینابر، باریت، اسمست زونیت، اسفالریت، همیمورفیت، هماتیت، لیمونیت، کرومیت. یافت می‌شوند.